# Jurij Dochojan
Jurij Rafaėlovič Dochojan (in russo Юрий Рафаэлович Дохоян?; Zyrjanovka, 26 ottobre 1964 – Mosca, 1º luglio 2021) è stato uno scacchista russo (sovietico fino al 1991) di origine armena.

## Biografia
Partecipò a molti tornei di qualificazione per il Campionato sovietico.
Tra i principali risultati il primo posto a Bucarest nel 1986 e a Plovdiv nel 1988, terzo a Erevan nel 1988 dietro a Smbat Lpowtyan e Lev Psachis, pari primo nel 1989 con Friso Nijboer a Wijk aan Zee, primo a Berlino nel 1992. Nel 1993 vinse i tornei di Bad Godesberg, Lublino, Bonn e Munster (quest'ultimo alla pari con Tony Miles). 
Ottenne il titolo di Grande Maestro nel 1988. È stato per molti anni uno dei secondi di Garri Kasparov. Nel 2009 iniziò a collaborare con Sergey Karjakin, essendo nello stesso tempo l'allenatore della squadra olimpica russa femminile. Nel 2007 la FIDE gli assegnò il titolo di FIDE Senior Trainer.
Morì a Mosca a soli 56 anni a causa delle complicazioni da COVID-19.